# Aixurnirari III
Aixurnirari III o Aššur-nirari III va ser rei d'Assíria cap als anys 1193 aC - 1187 aC. Segons la Llista dels reis d'Assíria era fill i successor de Aixurnadinapli, però segons la llista de Khorshabad va ser el successor d'aquest rei, però fill d'Aixurnasiapli (germà d'Aixurnadinapli). El seu regnat segons les llistes va durar sis anys. Els seus oficials limmu no es coneixen.
El va succeir el seu oncle Enlilkudurriusur, germà d'Aixurnadinapli.